# 吳嶽 (嘉靖壬辰進士)
吳嶽（1504年—1576年），字汝喬，號望湖，山東承宣布政使司兗州府汶上縣（今山東省濟寧市汶上縣）人，明朝政治人物、進士出身。

## 生平
嘉靖七年（1528年）戊子科山东乡试第九名举人，十一年（1532年）壬辰科会试一百六名，廷试二甲七十一名進士，兵部观政，授戶部主事，歷员外郎、郎中。此後督餉宣府，官吏進上羨金數千，吳嶽拒絕了。出任廬州府知府。后因丁憂離去，除服后，改保定府知府，有政績。此後歷任山西按察司副使、浙江布政使司右參政。嘉靖三十三年十二月，任湖廣按察使。嘉靖三十四年十一月，任山西右布政使，次月升任右僉都御史、保定巡撫。奏裁徵發費十之六七。隨後因病離去。嘉靖四十四年四月起升右副都御史、貴州巡撫，未赴任，次月進左副都御史，協理院事。嘉靖四十五年正月，升任吏部右侍郎；同年十一月改左侍郎。
隆慶元年（1567年），任南京禮部尚書，同年改南京吏部尚書。隆慶四年，任南京兵部尚書，參贊機務。萬曆四年（1576年）病卒。明神宗詔贈太子太保，諡介肅。吳嶽為官清廉，尚書馬森稱其生平只見過兩個廉節之士，就是吳嶽和譚大初而已。

## 家族
曾祖吴從善。祖父吴貴。父吴鼐。母姜氏。兄崇、嵩、巖、嶺、崑、岫、嶮。

## 延伸阅读
Module:Wikisource_further_reading第46行Lua错误：attempt to concatenate local 'id' (a nil value)